# Pico de Malpaso
De Pico de Malpaso is de hoogste bergtop van het Canarische eiland El Hierro.
De top is 1501 m hoog en bestaat uit een sintelkegel.

## Geografie
De bergtop ligt in het centrum van het eiland, op de grens tussen de gemeentes La Frontera en El Pinar. Hij ligt nabij het kruispunt van de drie riften die de Y-vormige ruggengraat van het eiland vormen en van hieruit naar het westen, het noordoosten en het zuidoosten lopen.
Vanaf de top zijn bij helder weer de buureilanden La Palma, La Gomera en Tenerife zichtbaar.

## Geologie
Pico de Malpaso is het hoogste punt van de 25 km lange klif, die ontstond toen een groot deel van de schildvulkaan El Golfo naar het noorden in zee stortte, een gebeurtenis die in één of meerdere fases tussen 180.000 jaar en 13.000 jaar geleden plaatsvond.
De bergtop bestaat vooral uit tefra, gaande van vulkanische as tot vulkanische bommen.

## Flora
Op de vulkanische as en sintels van Pico de Malpaso heeft zich een schaarse maar zeer gespecialiseerde flora ontwikkeld van xerofyte (warmte- en droogtebestendige) en meestal endemische planten, zoals Echium aculeatum, Rumex lunaria, Aeonium hierrense en Euphorbia lamarckii.
Op de glooiende hellingen naar de top bevindt zich een ijl bos van de Canarische den (Pinus canariensis). Op de steile noordelijk helling vinden we vooral boomheivegetatie (fayal-brezal) met onder andere Erica canariensis en Myrica faya.

## Beklimming
De Pico de Malpaso ligt op de GR131 tussen Tamaduste en Playa de Orchilla, en op de lokale wandeling PR-EH1 tussen La Restinga en Pozo de la Salud. Hij is vanuit drie zijden gemakkelijk beklimbaar. 
Hij is ook gemakkelijk bereikbaar langs de weg HI-45 tussen Raya La Llania en Cruce del Tomillar. 

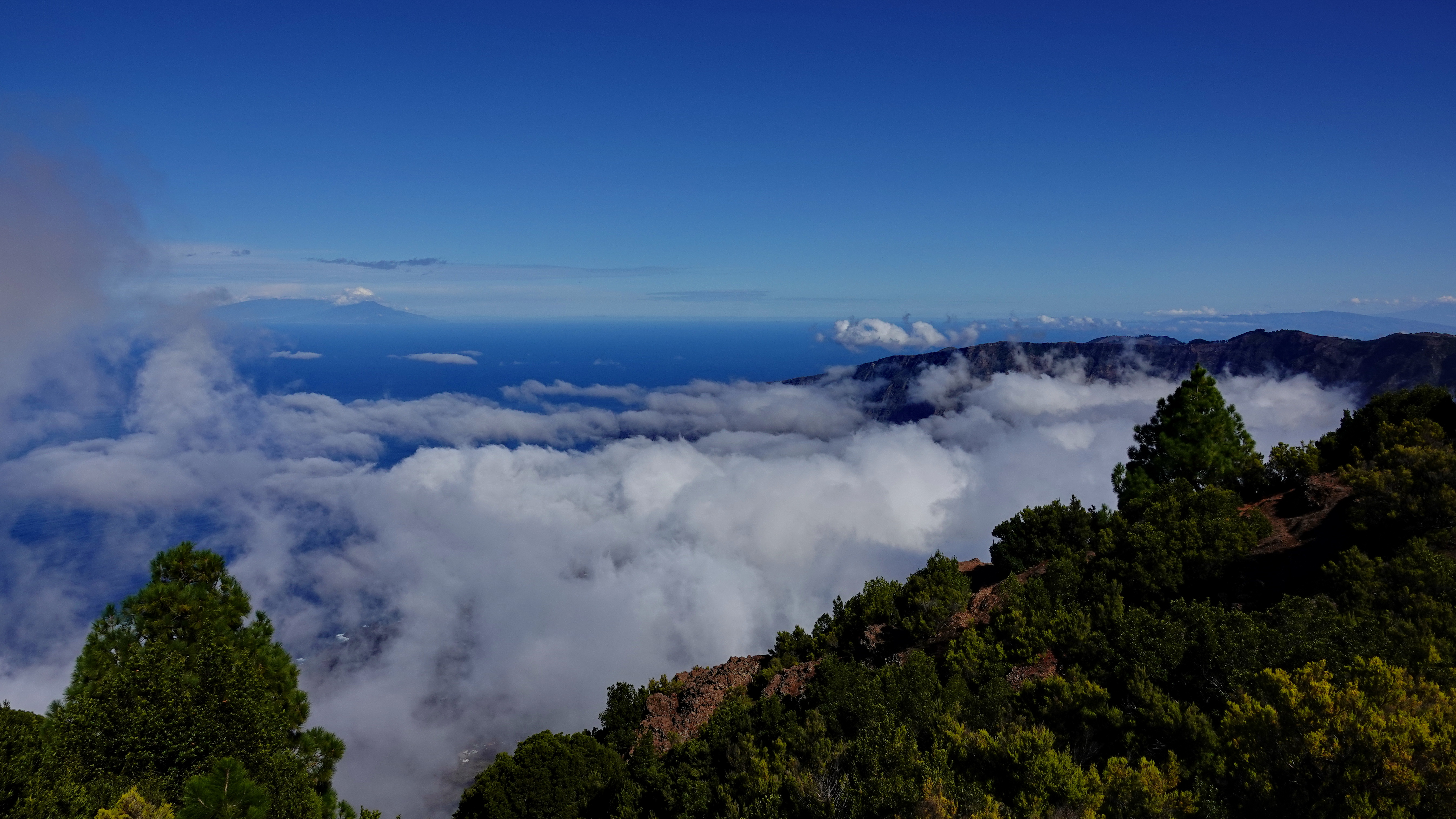
Pico de Malpaso, panorama vanaf de top naar het noordoosten